# اسیکلوویر
اسیکلوویر (به انگلیسی: Aciclovir) یک داروی ضد ویروس است که به شکل قرص، پماد و آمپول در دسترس است.

## موارد مصرف
اسیکلوویر دارویی ضد ویروس هرپس سیمپلکس و واریسلازوستر است. به عبارت دیگر از این دارو برای درمان تبخال و زونا استفاده می‌کنند. نام دیگر آن زوویراکس (به انگلیسی: Zovirax) است.
آسیکلویر یک داروی ضد ویروس مطرح است که برای درمان بیماری‌های ویروسی به خصوص هرپس ویریده (عامل ایجاد تبخال) به کار می‌رود. البته در سایر بیماری‌های ویروسی حتی ایدز هم ممکن است مفید باشد.

## سازوکار
شیوه کار اسیکلوویر در بدن اختلال در همانند سازی دی‌ان‌ای ویروس است. این دارو پس از ورود به سلول توسط تیمیدین کیناز ویروس فعال می‌شود (اسیکلوویر تری فسفات) و موجب مهار عملکرد DNA پلی مراز ویروس می‌شود.

## مقدار مصرف

### خوراکی

#### بزرگسالان
در درمان تبخال تناسلی مقدار ۲۰۰ میلی‌گرم (در بیمارانی که دچار اختلال ایمنی شدید هستند یا جذب دارو در آن‌ها ناقص است تا ۴۰۰ میلی‌گرم) ۵ بار در روز و به مدت ۱۰–۵ روز مصرف می‌شود. برای درمان متناوب عفونت‌های عود کننده، همین مقدار به مدت ۵ روز مصرف می‌شود. برای درمان فرونشاننده طولانی مدت عفونت عود کننده، مقدار ۴۰۰ میلی‌گرم دو بار در روز یا ۲۰۰ میلی‌گرم ۵–۳ بار در روز و به مدت حداکثر ۲ ماه مصرف می‌شود. در درمان زونا ۸۰۰ میلی‌گرم ۵ بار در روز به مدت ۱۰–۷ روز مصرف می‌شود. در درمان تبخال مخاطی – جلدی در بیماران مبتلا به ضعف سیستم ایمنی مقدار ۴۰۰–۲۰۰ میلی‌گرم ۵ بار در روز و به مدت ۱۰روز مصرف می‌شود. در پیشگیری از این نوع عفونت مقدار ۴۰۰ میلی‌گرم هر ۱۲ ساعت مصرف می‌شود. در درمان آبله مرغان، ۸۰۰ میلی‌گرم ۴ بار در روز و به مدت ۵ روز مصرف می‌شود. در صورت وجود اختلال در کار کلیه مقدار مصرف باید کاهش یابد.

#### کودکان
در درمان و پیشگیری از تبخال برای کودکان زیر ۲ سال نصف مقدار مصرف بزرگسالان و برای کودکان با سن بیشتر از ۲ سال مقدار مصرف مانند بزرگسالان است. در کودکان۱۲–۲ سال در آبله مرغان mg/kg 20 تا حداکثر ۸۰۰ میلی‌گرم در هر بار مصرف ۴ بار در روز به مدت ۵ روز مصرف می‌شود.

### تزریقی:
این دارو باید به صورت انفوزیون وریدی طی یک ساعت تزریق شود. همچنین مقدار مصرفی تزریقی در بیماران چاق باید بر اساس وزن ایده‌آل بدن محاسبه شود٫

#### بزرگسالان
در درمان تبخال تناسلی اولیه شدید، به صورت محلول رقیق شده مقدار mg/kg5 سه بار در روز بمدت ۷–۵ روز انفوزیون وریدی می‌شود. در عفونت تبخال مخاطی–جلدی در بیماران مبتلا به ضعف سیستم ایمنی، مقدار mg/kg 10-5 سه بار در روز و به مدت ۱۰–۷ روز انفوزیون وریدی می‌شود. در درمان آنسفالیت ناشی از ویروس هرپس ،mg/kg 10 سه بار در روز به مدت ۱۰ روز و در درمان زونا در بیماران مبتلا به ضعف سیستم ایمنی، همین مقدار به مدت ۷ روز انفوزیون وریدی می‌گردد. مقدار مصرف در بیماران مبتلا به عیب کار کلیه باید تعدیل گردد. حداکثر مقدار مصرف در بزرگسالان mg/kg30 یا g/m2 5/1 است.

#### کودکان
مقدار مصرف در درمان تبخال تناسلی اولیه شدید در کودکان تا ۱۲ سال، mg/m2250 سه بار در روز به مدت ۵ روز به صورت انفوزین وریدی می‌باشد. در درمان تبخال جلدی–مخاطی در کودکان مبتلا به ضعف سیستم ایمنی، همین مقدار به مدت ۷ روز انفوزین وریدی می‌شود. در درمان آنسفالیت ناشی از ویروس هرپس mg/m2500 هر ۸ ساعت به مدت ۱۰ روز انفوزین می‌شود. در درمان زونا در بیماران مبتلا به ضعف سیستم ایمنی mg/m2500 سه بار در روز و به مدت ۷ روز و در عفونت تبخال منتشر در نوزادان mg/kg10 سه بار در روز و به مدت ۱۴–۱۰ روز انفوزیون وریدی می‌شود.
مقدار مصرف در کودکان بالای ۱۲ سال مانند بزرگسالان است.

## نکات قابل توصیه
1. تبخال تناسلی از راه مقاربت قابل انتقال است و مصرف آسیکلوویر مانع از انتقال نمی‌شود. از این رو حتی اگر بیمار علائمی نداشته باشد باید از مقاربت خودداری گردد.
2. مصرف آسیکلوویر در عفونت ساده آبله مرغان در کودکان دارای سیستم ایمنی سالم توصیه نمی‌شود.
3. درمان با آسیکلوویر باید بلافاصله پس از مشاهده اولین علائم عفونت تبخالی آغاز شود.
4. شکل تزریقی دارو باید به صورت انفوزیون وریدی مصرف شود. دارو حداقل باید طی یک ساعت انفوزیون شود.
5. از تزریق عضلانی و زیرجلدی شکل تزریقی باید خودداری شود.
6. هنگام مصرف دارو، جهت جلوگیری از بروز عوارض کلیوی، باید به مقدار کافی مایعات مصرف شود.

## عوارض جانبی
اختلالات گوارشی، هپاتیت و زردی، سردرد و سرگیجه، واکنش‌های حساسیت مفرط و آنافیلاکسی، توهم، لرز، تشنج، جنون و کما از عوارض گزارش شده این دارو هستند. فلبیت یا التهاب در محل تزریق از عوارض جانبی مهم و نسبتاً شایع آسیکلوویر تزریقی است. امکان بروز عوارض کلیوی بخصوص بعد از تزریق سریع دارو وجود دارد.